# أليثيا كونتيس
أليثيا كونتيس ولدت في ساوث برلينغتون وهي كاتبة أمريكية مختصة في كتب المراهقين والشباب، والكتب المصورة والخيال التأملي، الموجهة للأطفال في المقام الأول، بالإضافة إلى كونها كاتبة مقالات وراوية قصص.

## الجوائز
| سنة  | جائزة                                                                      | ل                                                                  |
| ---- | -------------------------------------------------------------------------- | ------------------------------------------------------------------ |
| 2010 | كتب NCTE التجارية البارزة للأطفال في فنون اللغة                            | ل"AlphaOops!". مؤرشف من الأصل في 2023-07-12.                       |
| 2010 | اختيار نقابة مكتبة المبتدئين                                               | ل"AlphaOops!". مؤرشف من الأصل في 2023-07-12.                       |
| 2010 | مراجعة الناشر الأسبوعية المميزة بنجمة                                      | ل"AlphaOops!". مؤرشف من الأصل في 2023-07-12.                       |
| 2012 | مراجعة كيركوس المميزة بنجمة                                                | ل"Enchanted". مؤرشف من الأصل في 2023-07-08.                        |
| 2012 | الفائز بجائزة جيليت بيرجيس - الخيال (الصف المتوسط)                         | ل"Enchanted". مؤرشف من الأصل في 2023-07-12.                        |
| 2012 | أفضل كتب كيركوس للمراهقين لعام 2012                                        | ل"Enchanted". مؤرشف من الأصل في 2023-02-06.                        |
| 2012 | SWFA أندريه نورتون مرشح لجائزة                                             | ل"Enchanted". مؤرشف من الأصل في 2023-06-08.                        |
| 2013 | SWFA أندريه نورتون مرشح لجائزة                                             | ل"Hero". مؤرشف من الأصل في 2023-06-08.                             |
| 2013 | المرشح لجائزة أودي                                                         | ل"Enchanted". مؤرشف من الأصل في 2025-01-24.                        |
| 2013 | YALSA أفضل عشرة روايات خيالية للشباب                                       | ل"Enchanted". مؤرشف من الأصل في 2023-08-24.                        |
| 2013 | YALSA كتب صوتية مذهلة للشباب                                               | ل"Enchanted". مؤرشف من الأصل في 2023-08-23.                        |
| 2014 | اختيار ليلة الكتاب العالمي                                                 | ل"Enchanted". مؤرشف من الأصل في 2023-07-12.                        |
| 2014 | المرشح لجائزة بريزم                                                        | ل"Hero". مؤرشف من الأصل في 2023-07-12.                             |
| 2015 | جائزة جاردن ستيت للكتاب - الفائز بالرواية                                  | ل"Enchanted". مؤرشف من الأصل في 2023-07-12.                        |
| 2016 | الفائز بجائزة جيليت بيرجيس - الخرافات والفولكلور والحكايات الخيالية للشباب | ل"Tales of Arilland". مؤرشف من الأصل في 2025-01-24.                |
| 2016 | جوائز التنين - مرشح الصف المتوسط                                           | ل"Trix and the Faerie Queen". مؤرشف من الأصل في 2023-11-17.        |
| 2018 | جوائز التنين - مرشح الشباب البالغين                                        | ل"When Tinker Met Bell". مؤرشف من الأصل في 2023-11-18.             |
| 2019 | جائزة الكاتب - الفائز بالشباب البالغين                                     | ل"Harmswood Academy #3: Besphinxed". مؤرشف من الأصل في 2023-07-12. |